# Águas de Transição
Águas de transição são massas de águas de superfície adjacentes à foz dos rios, apresentando carácter misto devido a mistura de águas costeiras com cursos de água doce.
O termo "águas de transição" surgiu pela primeira vez no ano 2000 com a publicação da Directiva Quadro da Água (DQA) da Comunidade Europeia. Desde então, o termo vem sendo empregado em diversas publicações científicas relacionadas ou não com a DQA na Europa e no mundo.
As águas de transição constituem ecossistemas únicos de função ecológica fundamental para a manutenção dos estoques pesqueiros marinhos. Além disso, abrigam espécies animais e vegetais existentes somente em ambientes de águas salobras (estuários, ecossistemas lagunares, fiordes e deltas).
Por localizarem-se na zona costeira, na interface com os ambientes marinho, fluvial e terrestre, as águas de transição sofrem grandes pressões naturais e antropogênicas, tais como transgressão marítima, assoreamento, poluição ambiental e destruição de habitats.